# Free Download Manager
Free Download Manager (kurz FDM) ist ein Download-Manager für Windows und macOS sowie Linux-Distributionen, die Debian-Pakete unterstützen. Eine App für Android-Smartphones ist ebenfalls erhältlich.

## Versionsgeschichte
Einst als proprietäre Software entwickelt, wurde er ab der Version 2.5 unter der GNU General Public License (GPL) veröffentlicht und ab der Version 3.9 wieder als proprietäre Software.
Mit dem Sprung vom Versionszweig 3.9 auf Version 5.1 wurde die Oberfläche grundlegend modernisiert. Der Versionszweig 4 wurde ausgelassen.
Ab Version 6 wird das Programm vom Entwickler SoftDeluxe, Inc herausgegeben und signiert. Bis dato wurde FreeDownloadManager.ORG als Herausgeber angegeben. Eine Version für Smartphones, die mit dem Android-Betriebssystem laufen, ist parallel mit der PC-Version 6 erschienen.

## Funktionen
Der Free Download Manager bietet folgende Funktionen:
- Die Transferprotokolle HTTP, HTTPS und FTP werden unterstützt.
- Wiederaufnahme unterbrochener Downloads, sofern der Server dies unterstützt
- Downloads aus dem BitTorrent-Netzwerk
- Beschleunigen der Geschwindigkeit durch gleichzeitiges Herunterladen (parallele Threads) von verschiedenen Quellen (Mirrors) oder unterschiedlichen Abschnitten einer Datei
- Videos von einigen Videoportalen (z. B.: YouTube) können abgespeichert und in ein anderes Video- oder Audio-Format konvertiert werden, indem die URL in das Hauptfenster eingefügt wird
- Zeitplaner zur Organisation einzelner Ladevorgänge
- Individuelle Steuerungsmöglichkeit der Bandbreite einzelner oder aller Ladevorgänge
- Sortierung laufender und abgeschlossener Downloads nach Quellen und Typen
- Nach vollständiger Aufgabenabarbeitung kann wahlweise das Programm oder der Rechner heruntergefahren werden (Shutdown)
- Erweiterungen für die Browser Mozilla Firefox und Google Chrome sowie mit dem Chrome Web Store kompatiblen Derivate von Browsern, die auf Chromium basieren (wie z. B. Microsoft Edge, Vivaldi, Brave, Opera)[3][4][5]

In vorherigen Versionen (bis einschließlich Version 3.9) gab es außerdem weitere Funktionen, die in späteren Versionen nicht mehr vorhanden sind.
- Mit dem „HTML-Spider“ können automatisiert ganze Websites heruntergeladen werden
- Mit dem integrierten „Webseiten-Explorer“ lassen sich dazu vornehmlich FTP-Sites untersuchen
- Ein eingeblendetes, frei verschiebbares und transparentes Pfeilsymbol („Schwebendes Fenster“ genannt) ermöglicht das bequeme Hinzufügen neuer Aufträge per Drag and Drop, das Hauptfenster kann dabei geschlossen bleiben.
- Hochladen (Senden) von Dateien und Ordnern